# Lochmoor Waterway Estates
Lochmoor Waterway Estates és una concentració de població designada pel cens dels Estats Units a l'estat de Florida. Segons el cens del 2000 tenia 3.858 habitants.

## Demografia
Segons el cens del 2000, Lochmoor Waterway Estates tenia 3.858 habitants, 1.638 habitatges, i 1.187 famílies. La densitat de població era de 668 habitants/km².
Dels 1.638 habitatges en un 22,8% hi vivien nens de menys de 18 anys, en un 62,6% hi vivien parelles casades, en un 7,6% dones solteres, i en un 27,5% no eren unitats familiars. En el 21,7% dels habitatges hi vivien persones soles l'11,5% de les quals corresponia a persones de 65 anys o més que vivien soles. El nombre mitjà de persones vivint en cada habitatge era de 2,36 i el nombre mitjà de persones que vivien en cada família era de 2,73.
Per edats la població es repartia de la següent manera: un 18,3% tenia menys de 18 anys, un 5,5% entre 18 i 24, un 20,3% entre 25 i 44, un 31% de 45 a 60 i un 24,9% 65 anys o més.
L'edat mediana era de 48 anys. Per cada 100 dones de 18 o més anys hi havia 89,2 homes.
La renda mediana per habitatge era de 50.987 $ i la renda mediana per família de 56.250 $. Els homes tenien una renda mediana de 39.430 $ mentre que les dones 30.366 $. La renda per capita de la població era de 30.763 $. Entorn de l'1,2% de les famílies i el 3,2% de la població estaven per davall del llindar de pobresa.

## Poblacions més properes
El següent diagrama mostra les poblacions més properes.